# Krabask
Krabask  er et låneord fra tysk (Karbatsche) og betyder en pisk. Ordet stammer oprindelig fra Tyrkiet (kyrbâtscher).  Ordet er i Danmark nok mest kendt fra Ludvig Holbergs komedie, Jeppe på Bjerget. 
Krabask er også navnet på en  urtesnaps: Krabask bitter